# Angelika Glöckner

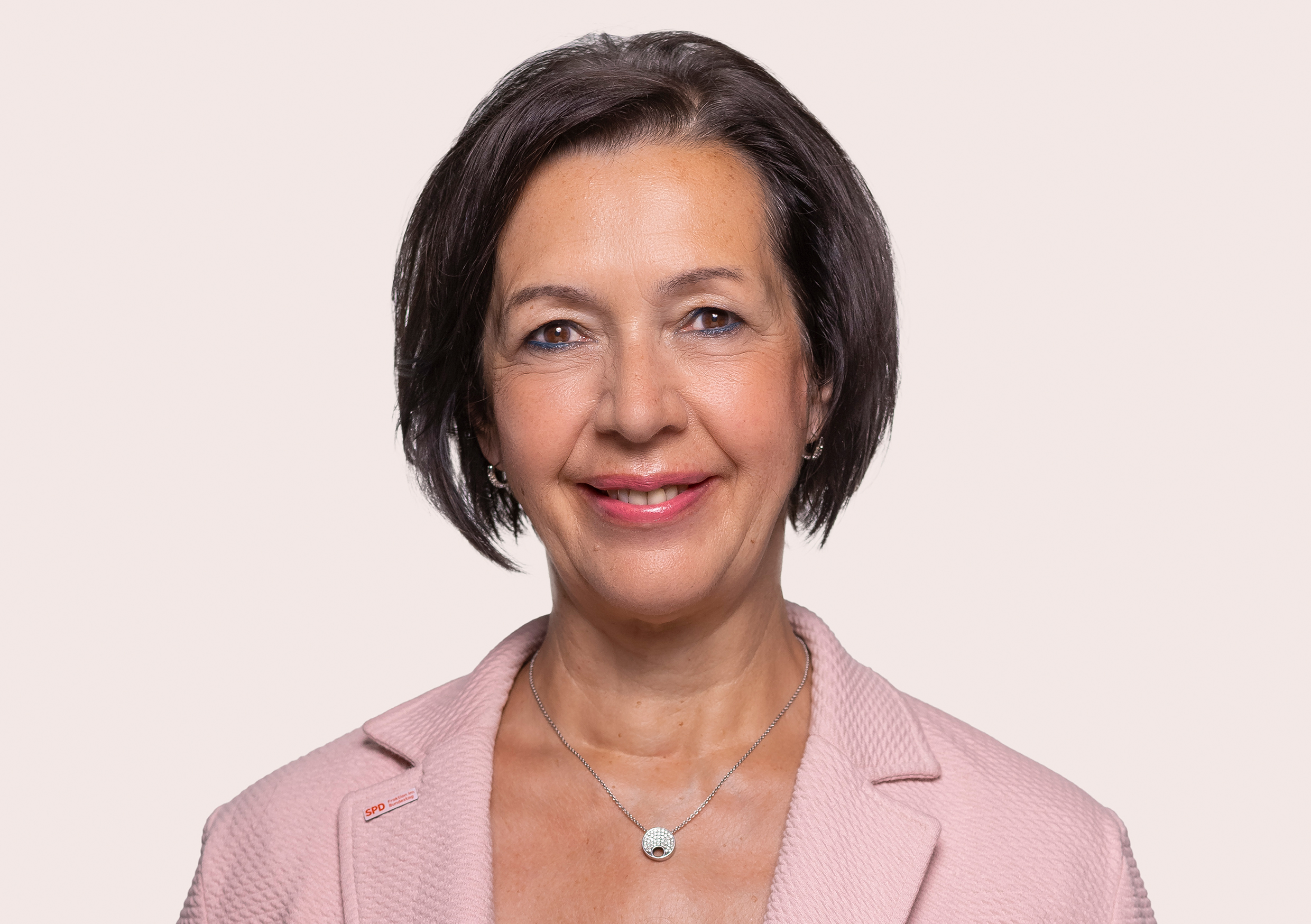
Angelika Glöckner (2021)

Angelika Glöckner (* 5. Februar 1962 in Pirmasens, Rheinland-Pfalz) ist eine deutsche Politikerin (SPD) und Betriebswirtin (VWA). Sie ist seit 2014 Abgeordnete im Deutschen Bundestag.

## Ausbildung, Beruf und Leben
Sie besuchte das Hugo-Ball-Gymnasium in Pirmasens, welches sie 1981 nach dem Abitur verließ.
In den Jahren 1981 bis 1983 arbeitete sie in der Schuhfabrik Rheinberger. Von 1983 bis 1985 absolvierte Glöckner eine Ausbildung zur Kauffrau für Bürokommunikation bei der Stadtverwaltung Pirmasens, wo sie von 1985 bis 1987 im Städtischen Finanzwesen tätig war. In den Jahren 1987 und 1988 war sie für die Pirmasenser Messe GmbH tätig, um von 1988 bis 1993 eine Aufgabe im Amt für Kultur und Tourismus der Stadt Pirmasens zu übernehmen. Im Ordnungsamt der Stadt, Bereich Führerscheinwesen, war Glöckner von 1993 bis 1999 tätig. Von 1999 bis 2001 arbeitete sie im Sozialamt der Stadt, bevor sie von 2001 bis 2014 als Personalratsvorsitzende vom Dienst freigestellt war. Des Weiteren absolvierte sie von 1988 bis 1992 eine Fortbildung zur Verwaltungsfachwirtin sowie von 1996 bis 1999 ein berufsbegleitendes Studium an der Wirtschafts- und Verwaltungsakademie Kaiserslautern mit Schwerpunkt Betriebswirtschaftslehre und Volkswirtschaftslehre.
Angelika Glöckner ist verheiratet und hat zwei Kinder und lebt in Lemberg (Pfalz).

## Politik
Seit 1995 ist Angelika Glöckner Mitglied der SPD, seit Februar 2014 Vorsitzende des SPD Stadtverbandes Pirmasens, sowie seit dem 20. September 2014 stellvertretende Vorsitzende des SPD Unterbezirks Pirmasens-Zweibrücken.
Zur Bundestagswahl 2013 trat sie für die SPD Rheinland-Pfalz an und wurde mit 81,6 % der Delegiertenstimmen auf dem Landeslistenplatz 11 gewählt. Auch den Einzug über ihr Direktmandat im Wahlkreis Pirmasens verpasste sie mit 32,2 %. Am 12. November 2014 rückte sie für Sabine Bätzing-Lichtenthäler in den Bundestag nach, die Sozialministerin des Landes Rheinland-Pfalz wurde.
Bei der Bundestagswahl 2017 unterlag sie im Wahlkreis Pirmasens mit 28,8 % gegen Anita Schäfer, die den Wahlkreis mit 36,8 % der Stimmen gewann. 2021 konnte sie den Wahlkreis erstmals mit 30,4 % gegen Florian Bilic für sich entscheiden.
Sie ist ordentliches Mitglied im Ausschuss für die Angelegenheiten der Europäischen Union und im Ausschuss für Arbeit und Soziales. Zudem ist Glöckner als stellvertretendes Mitglied im Ausschuss für Familie, Senioren, Frauen und Jugend, sowie im Ausschuss für Tourismus vertreten. Darüber hinaus arbeitet Glöckner innerhalb der SPD-Fraktion des Bundestages in der Arbeitsgruppe Kommunalpolitik mit.
Von 2018 bis 2022 war Angelika Glöckner „Beauftragte für die Belange von Menschen mit Behinderungen“ der SPD-Bundestagsfraktion.
Seit 2019 ist sie im Vorstand der Deutsch-Französischen Parlamentarischen Versammlung.

### Positionen und Kontroversen
100 Tage nachdem Angelika Glöckner ihr Bundestagsmandat angetreten hatte, gab sie im März 2015 der Pirmasenser Zeitung gegenüber an, dass sie angesichts der großen Not Aufnahmelager der EU für Flüchtlinge in Nordafrika für erforderlich hält, damit den Schlepperbanden das Handwerk gelegt werden könne. Darüber hinaus sei der Bund natürlich verpflichtet, die Kommunen bei der Unterbringung von Flüchtlingen zu unterstützen.
Für das zweite Griechenland-Hilfspaket habe sie zwar gestimmt, erwarte aber von der neuen griechischen Regierung auch Taten statt Worte bei der Umsetzung der Sparmaßnahmen. „Nur solange das Land seine Verpflichtungen erfüllt, kann es ein Entgegenkommen erwarten“, sagte Glöckner der Zeitung.
Im Bundestagswahlkampf 2013 wurde sie vom Vorsitzenden der Partei Die Linke Pirmasens, Frank Eschrich, dafür kritisiert, dass sie zu einer Wahlkampfveranstaltung bei „freien Eintritt und kostenlosen Schlittschuhverleih für ihre Gäste“ einlud.

## Mitgliedschaften
- seit 1983 Ver.di-Mitglied[1]
- bis 2014 Mitglied im rheinlandpfälzischen Ver.di Landesvorstand des Fachbereichs Gemeinden[2]
- stellvertretende Vorsitzende des Ver.di-Bezirksvorstandes Pfalz Bereich Gemeinden[2]
- Mitglied in der Arbeitsgemeinschaft für Arbeit (AfA) des SPD-Unterbezirks Pirmasens-Zweibrücken[1]
- seit 2003 Mitglied im AfA-Landesvorstand Rheinland-Pfalz[2]
- Vorsitzende der Arbeitsgemeinschaft Sozialdemokratischer Frauen (AsF) des Unterbezirks Pirmasens/Zweibrücken[2]
- ehrenamtliche Richterin am Arbeitsgericht Kaiserslautern[1]
- seit 2011 Mitglied der Vertreterversammlung der Unfallkasse Rheinland-Pfalz[1]
- seit 2018 Mitglied der überparteilichen Europa-Union Deutschland[17]